# Грицай, Евдокия Павловна
Евдокия Павловна Грицай (укр. Євдокія Павлівна Грицай; 2 марта 1928 год, село Нехвороща, Полтавская область, Украинская ССР — 28 августа 2006 год, село Нехвороща, Новосанжарский район, Полтавская область, Украина) — колхозница, звеньевая колхоза «XXVI партсъезд» Нехворощанского района Полтавской области, Украинская ССР. Герой Социалистического Труда (1948).

## Биография
Родилась 2 марта 1928 года в бедной крестьянской семье в селе Нехвороща Полтавской области. Получила среднее образование.
С 16-летнего возраста трудилась разнорабочей в колхозе «XVI партсъезд» (позднее — имени Ильича) в родном селе. В 1945 году была назначена звеньевой полеводческого звена. В 1947 году полеводческое звено собрало в среднем по 31,5 центнера озимой пшеницы с каждого гектара с участка площадью 10 гектаров. В 1948 году была удостоена звания Героя Социалистического Труда «за получение высоких урожаев пшеницы, ржи, кукурузы и сахарной свеклы при выполнении колхозом обязательных поставок и натуроплаты за работу МТС в 1947 году и обеспеченности семенами зерновых культур для весеннего сева 1948 года».
В 1950 году поступила по направлению на обучение в Полтавскую сельскохозяйственную школу, по окончании которой работала агрономом и позднее — старшим лаборантом биологической лаборатории.
После выхода на пенсию проживала в родном селе, где скончалась в 2006 году. Похоронена на Кировском кладбище в селе Нехвороща. Могила Евдокии Грицай является памятником истории и культуры Украины.

## Награды
- Герой Социалистического Труда — указом Президиума Верховного Совета СССР от 16 февраля 1948 года
- Орден Ленина
- Орден Трудового Красного Знамени
- Медаль «За трудовую доблесть»
- Медаль «За доблестный труд в Великой Отечественной войне 1941—1945 гг.»